# Fing
Fing ist ein Programm zum Scannen von Computernetzwerken, um damit verbundene Geräte ausfindig zu machen. Es wurde von Overlook Soft entwickelt. Overlook Soft wurde 2020 an die in Belgien ansässige Lansweeper Inc. verkauft.
Die Software kombiniert viele Werkzeuge wie etwa einen Portscanner, Traceroute oder Ping. Der Netzwerkscanner zeigt Informationen wie die IP-Adresse, MAC-Adresse, den Hostnamen und den Hersteller (wird aufgrund der MAC-Adresse der Netzwerkkarte ermittelt) des gescannten Gerätes an. Mithilfe von ARP-Requests wird die IP-Adresse und MAC-Adresse von Netzwerkgeräten ermittelt.
In Windows sowie Linux und Mac OS X ist im Gegensatz zur mobilen Version (Android, iOS) keine grafische Oberfläche vorhanden. Die Bedienung erfolgt textbasiert über die Kommandozeile. Die meisten Werkzeuge funktionieren auch außerhalb des lokalen Netzwerkes (LAN) wie beispielsweise Wake On LAN. Mit dem TCP Connection Tester kann eine beliebige TCP-Verbindung getestet werden. Dabei müssen der Hostname bzw. die IP-Adresse und der Port spezifiziert werden.

## Funktionen
- Service Scan (Portscan)
- Wake On LAN
- Ping
- Traceroute
- DNS und Reverse lookup
- TCP-Verbindung testen (TCP Connection Tester)

## Ähnliche Programme
- Nmap